# Сурдопедагогика
Сурдопедаго́гика (лат. surdus «глухой» + греч. παιδαγωγικη «искусство воспитания») — раздел специальной педагогики, которая занимается воспитанием и обучением детей и взрослых с нарушениями слуха.

## История сурдопедагогики

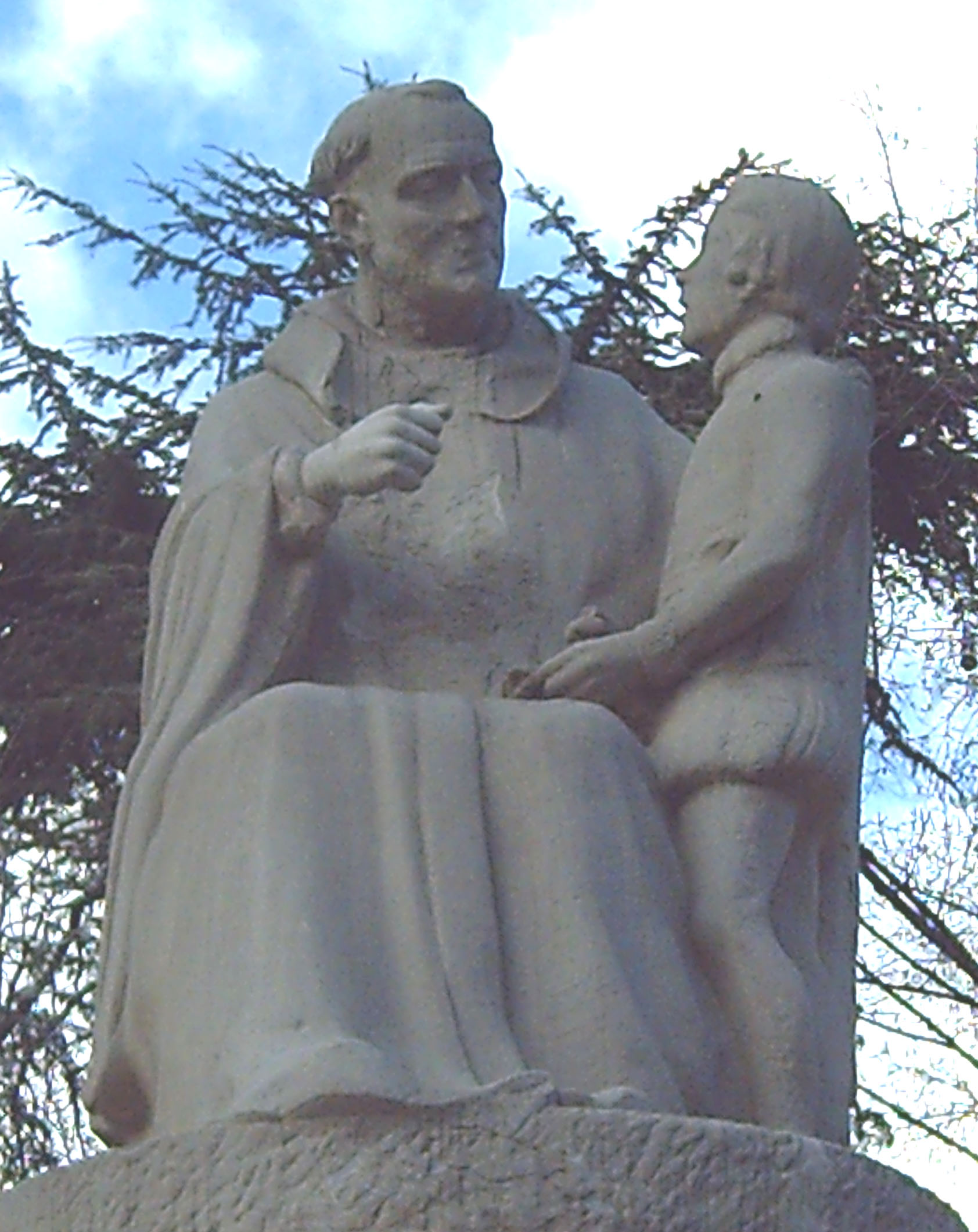
Падре де Леон со своим воспитанником — скульптура

### Ранние попытки
Первый документально зафиксированный пример сурдопедагогики Средневековья относится к VII веку — Беда Достопочтенный зафиксировал для истории факт первой известной ему попытки обучить глухого ребёнка, предпринятой его современником — Джоном, епископом беверлийским. В 1550 г. первая в мире (из известных на сегодняшний день) школа для глухих была организована испанским монахом-бенедиктинцем Педро Понсе де Леоном при Сан-Сальвадорском монастыре в деревне Онья около Мадрида.

### Систематизированное воспитание

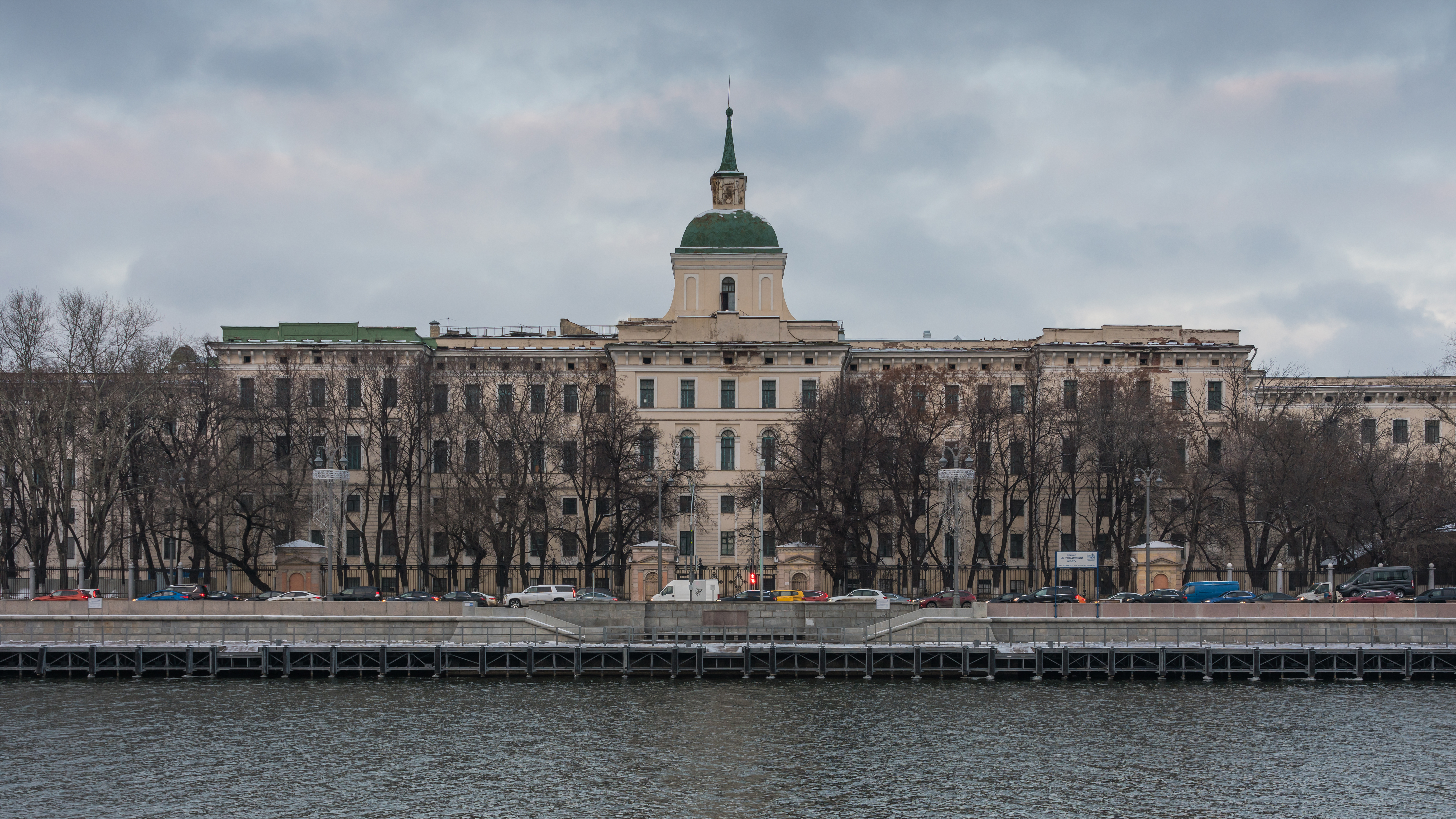
Воспитательный дом в Москве

Важным этапом в осознании возможности обучения хотя бы части лиц с отклонениями в развитии является создание организованным по инициативе И. И. Бецкого и государственно-филантропическим обществом Воспитательного дома. Сведения об этом находятся в работе А. Г. Басовой.
В 1764 году Государственно-филантропическое воспитательное общество открыло в Москве большой Воспитательный дом, рассчитанный на 1000 детей. Среди воспитанников Воспитательных домов было значительное количество детей физически неполноценных, в том числе глухонемых.

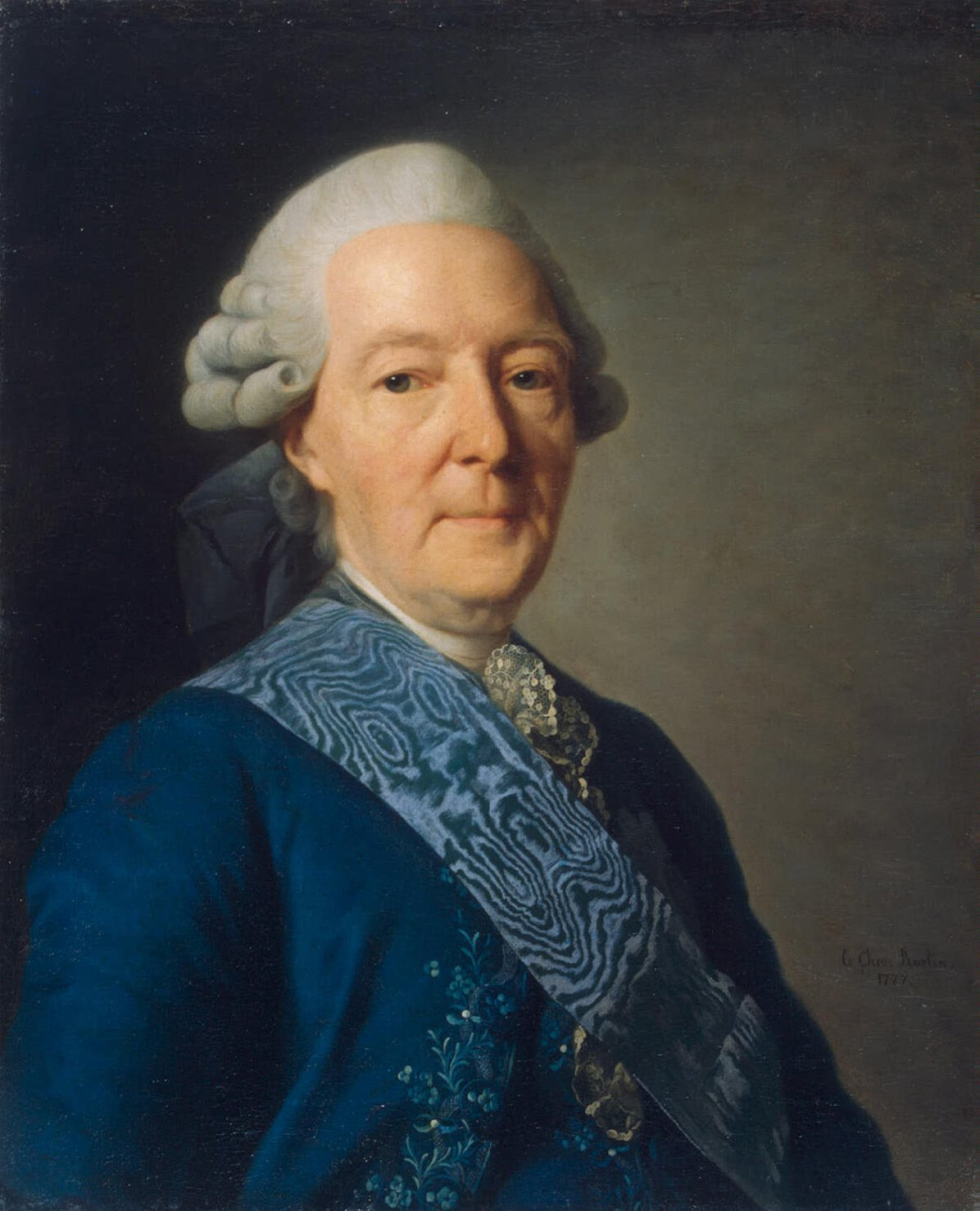
Бецкой Иван Иванович

Сведения о системе воспитания и обучения в Воспитательных домах представлены в работе А. И. Дьячкова, который так характеризует эту систему:
Система воспитания и трудового обучения глухонемых в условиях воспитательного дома значительно сложнее, и построение её проходило на основе определённых педагогических принципов.
Также имеются сведения, характеризующие требования, предъявлявшиеся к сотрудникам Воспитательных домов:
...воспитательно-педагогические требования предъявлялись не только к руководителям воспитания и трудового обучения глухонемых детей. Выдвигались педагогические требования гуманного отношения к детям и со стороны надзирательского состава. Принцип любовного отношения к детям и педагогическое значение личного примера как основы воспитания стоял в центре требований, предъявляемых к надзирательскому составу.
Вот, что пишет автор о содержании воспитания и обучения в Воспитательных домах: «Физическому воспитанию „увечных“ детей уделялось особое внимание, так как физическое состояние этих детей всегда вызывало тревогу и требовало особенно заботливого отношения». В процессе воспитания не ставилась задача воспитывать только послушных глухонемых детей, поэтому стремились развивать и воспитывать у них некоторые черты активности. В основном, система воспитания складывалась из следующих составляющих: «…физического и морального воспитания и трудового обучения».

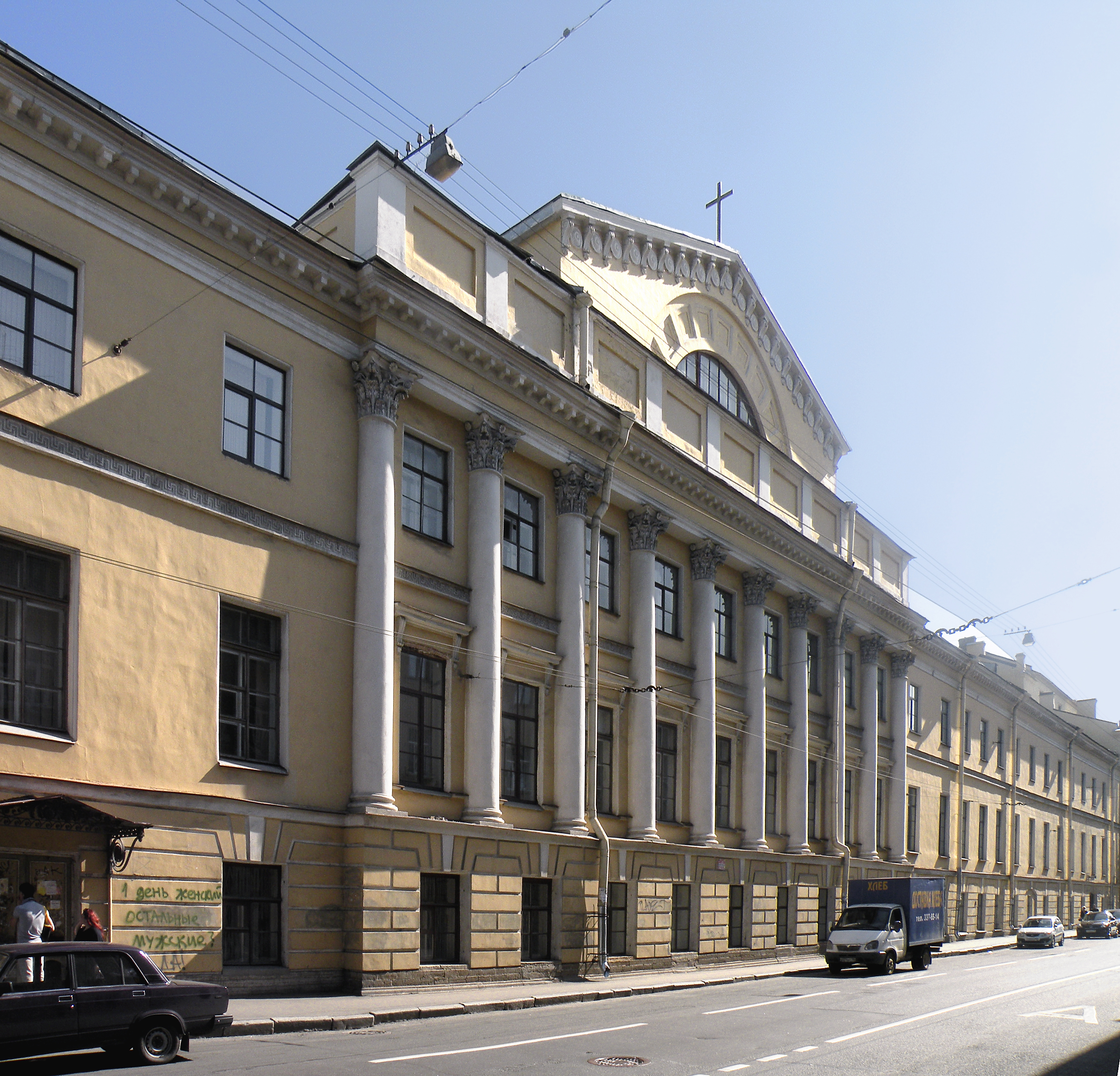
Здание Санкт-Петербургского училища глухонемых

В первой половине XIX века важные изменения произошли в обучении и воспитании глухонемых. В 1806 г. императрицей Марией Федоровной было открыто Санкт-Петербургское училище глухонемых — специализированное учебное заведение для глухонемых детей. Руководил училищем ксенз проф. Винцент-Ансельм Зыгмунт, ранее служивший наставником института глухонемых в Вене. Им были введены основы мимического метода обучения глухонемых детей аббата де Л’Эпе В 1810 г., по рекомендации директора Парижского института глухих аббата Сикара, в Россию был приглашен его ученик Жан Батист Жоффре, заведовавший начальной школой при Парижском институте глухих.
В 1817 году было открыто Варшавское училище, в 1843 году в Одессе было открыто училище для глухонемых девочек.
Появились первые труды по обучению и воспитанию глухонемых детей: работа В. И. Флери (1835) и работа Г. А. Гурцева (1838).
А. И. Дьячков следующим образом характеризует цели, которые преследовались обучением и воспитанием глухонемых в первой половине XIX века:
...воспитание глухонемого ребёнка для участия в трудовой деятельности на основе развития его умственных и нравственных способностей.
Как отмечает А. Г. Басова, обучение в училищах было платное и, несмотря на то, что имела место тенденция увеличения числа учащихся в Петербургском училище, тысячи глухонемых детей продолжали оставаться безграмотными.
В работе А. И. Дьячкова отмечается, что изменение отношения общества к образованию позволило улучшить состояние образования глухонемых. Так он пишет:
Во второй половине XIX в. под действием изменившихся социально-экономических условий в России... произошли изменения в социальном составе учащихся училищ для глухонемых: принимались дети ремесленников, крестьян и рабочих.
Направленность воспитательного воздействия на подготовку детей к жизни просматривается в системах воспитания глухих детей. Это во многом связано с изменившимися социально-экономическими условиями, которые позволили принимать в учебные заведения детей крестьян и рабочих, что значительно расширило контингент учебных заведений и поставило перед ними иные задачи.
Ведущими центрами воспитания и обучения детей с нарушениями слуха оставались Петербургское и Московское училища для глухонемых. Во второй половине XIX века в них расширяется трудовая подготовка, организуются мастерские, где воспитанники учатся разным ремёслам, освоение которых в последующем должно будет обеспечить им существование. В училищах ставится задача обучить воспитанников техническим знаниям.
А. И. Дьячков отмечает:
В течение второй половины XIX века цели воспитания глухонемых определяются как умственное и нравственное развитие и обучение техническим знаниям.
Существенные изменения отношения к образованию глухонемых произошло в результате деятельности основанного в 1898 году, под покровительством императрицы Марии Федоровны Попечительства императрицы Марии о глухонемых. Эта благотворительная организация взяла на себя функции центрального органа, возглавившего дело призрения, обучения и воспитания глухонемых. Попечительство имело отделения во многих городах России.
Появляются региональные учебные заведения для детей с нарушениями слуха. Несмотря на малочисленность и затруднения в их финансировании, имеются примеры удачного воспитания детей с нарушениями слуха. Особое место среди таких заведений занимает Александровское училище-хутор для глухонемых детей, организованное в 1898 году. Здесь велась активная и целенаправленная воспитательная работа по подготовке детей с нарушениями слуха к жизни. Училище-хутор состояло из детского сада и училища для глухонемых. На хуторе много земли было отведено под сад, огород, метеорологическую и биологическую станции. В училище принимались дети преимущественно из крестьянских семей. С весны до осени ученики трудились в хозяйстве и этим окупали своё проживание и обучение. Кроме хозяйства на земле хутора был построен завод земледельческих машин и орудий и типография. Такое устройство было направлено на обеспечение в дальнейшем воспитанников школы-хутора и других глухих России рабочими местами. Заведовал учебной частью в училище сурдопедагог Николай Лаговский. Несмотря на то, что социально-экономические условия не позволили учреждению развиваться в дальнейшем, опыт его организации является важным показателем возможности социализации детей с отклонениями в развитии.
Н. Н. Малофеев отмечает большое значение училища-хутора для воспитания и обучения глухонемых детей и, прежде всего, их социально-педагогической адаптации к будущей жизни.
На рубеже XX века российская сеть училищ для глухих пополняется Мурзинской школой-хутором (1898) – уникальным специальным учебным заведением, вполне отвечающим духу политических реформ... Активность и целеустремлённость Александровского отдела попечительства и коллектива учебного комплекса вызывает восхищение, тем более, что рождение и становление школы пришлось на очень непростой отрезок времени в отечественной истории.
Значительный вклад в развитие отечественной сурдопедагогики до 1917 года внесли: работавшие в Санкт-Петербургском училище глухонемых Гурцов, Георгий Александрович, Флери, Виктор Иванович, Спешнев, Яков Тимофеевич, Сиповский, Василий Дмитриевич, М. В. Богданов-Березовский, Остроградский, Александр Федорович, Енько Петр Дмитриевич, в Москве работали представители династии Рау Ф. А. Рау, Н. А. Рау, Ф. Ф. Рау, в Казани работала Е. Г. Ласточкина.
До революции были созданы предпосылки создания дифференцированной системы образования людей с нарушениями слуха. Эта система была создана в советский период и развивалась благодаря фундаментальным работам советских сурдопедагогов. Среди них:
- Боскис Р. М. Особенности речевого развития при нарушении слухового анализатора у детей.
- Зыков С. А. Обучение глухих детей по принципу формирования речевого общения.
- Рау Ф. Ф. .Обучение глухонемых произношению.
- Бельтюков В. И. Роль слухового восприятия при обучении тугоухих и глухонемых произношению.
- Германов М. М. Компенсация коммуникативных ограничений, вызванных нарушением сенсорных функций, с помощью технических средств.
- Зикеев А. Г. Развитие речи в системе специального обучения слабослышащих учащихся языку.
- Коровин К. Г. Практическая грамматика в системе специального обучения слабослышащих детей языку.
- Тимохин В. П. Исследование рациональных путей и способов применения технических средств в процессе формирования устной речи у глухих и слабослышащих учащихся.
- Никитина М. И. Психолого-педагогические основы совершенствования литературного образования слабослышащих учащихся.
- Марциновская Е. Н. Дидактические основы обучения и воспитания глухих школьников средствами предметно-практической деятельности.
- Кузьмичёва Е. П. Система развития речевого слуха у глухих.
- Зайцева Г. Л. Жестовая речь в системе обучения и воспитания взрослых глухих учащихся.
- Халатян В. Г. Разработка дактильного алфавита для специальных школ с обучением на армянском языке.

## Основные направления
Сурдопедагогика используется для обучения и помощи глухим и слабослышащим, в том числе позднооглохшим, в обучении детей дошкольного и школьного возраста.
Одна из главных задач — формирование у детей с аномалиями слуха полноценной устной речи и обучение их специальному жестовому языку глухих.
Существует 2 методики обучения голосовой речи: т. н. «концентрический метод» и «коммуникативный метод» («погружение», при этом дети с аномалиями слуха в дальнейшем учатся вместе со слышащими детьми). Для слабослышащих широко применяют современные звукоусиливающие аппараты.